# Lieve Van Gorp
Lieve Van Gorp is een Vlaamse modeontwerpster.

## Opleiding
Lieve Van Gorp studeerde regie aan het RICTS in Brussel. Deze opleiding werkte ze niet af. In 1987 studeerde ze af aan de Antwerpse Modeacademie.

## Loopbaan
Na enkele jaren voor diverse Belgische labels te hebben gewerkt, lanceerde ze in 1991 een eerste collectie met leren accessoires zoals riemen en tassen. Voor de lente-zomer van 1995 breidde Van Gorp deze collectie uit tot een volledige damescollectie. In januari 1997 kwam daar ook een herencollectie bij. Lieve Van Gorp had op dat moment ook haar eigen zaak in Antwerpen. In deze periode startte ze als docent aan de Antwerpse Modeacademie. In maart 1999 presenteerde ze haar collecties, zowel de dames- als herencollectie, voor het eerst tijdens de modeweek van Parijs. Omwille van de slechte gezondheid van haar partner en medeoprichtster van het label, Greet Ruelens, stopt Lieve Van Gorp in 2001 met haar modelijn.
Binnen de context van de tentoonstelling ‘Goddess’, een project van ModeMuseum Antwerpen uit 2004 fungeerde Lieve Van Gorp als curator voor het project ‘Mariages’. Dit project organiseerde een huwelijk tussen twee kunstenaars. Mode was de verbindende factor. Er werd gewerkt met een vaste scenografie die om de drie maanden werd veranderd.

## Inspiratie
‘In mijn dromen ben ik een rockster, maar jammer genoeg kan ik niet zingen’, zei ze herhaaldelijk. Lieve Van Gorp’s collecties vermengen contrasterende inspiratiebronnen zoals personages uit het Christendom en rocksterren. Haar collecties kenmerkten zicht door het gebruik van leer, zowel voor de accessoires als voor de silhouetten. Ze heeft een voorkeur voor zwart, aangevuld met lichtblauw, wit en grijstinten.

## Foundation for Dystonia Research
Lieve Van Gorp en Greet Ruelens richtten de Foundation for Dystonia Research op die wetenschappelijk onderzoek doet naar dystonie wil bevorderen. Ze schonken grote bedragen geld aan onderzoek.